# Thamnosophis
Genre
Thamnosophis est un genre de serpents de la famille des Lamprophiidae. 

## Répartition
Les 6 espèces de ce genre sont endémiques de Madagascar.

## Liste d'espèces
Selon The Reptile Database (23 déc. 2011) :
- Thamnosophis epistibes (Cadle, 1996)
- Thamnosophis infrasignatus (Günther, 1882)
- Thamnosophis lateralis (Duméril, Bibron & Duméril, 1854)
- Thamnosophis martae (Glaw, Franzen & Vences, 2005)
- Thamnosophis mavotenda Glaw, Nagy, Köhler, Franzen & Vences, 2009
- Thamnosophis stumpffi (Boettger, 1881)

## Publication originale
- Jan, 1863 : Elenco Sistematico degli Ofidi descriti e disegnati per l'Iconografia Generale. Milano, A. Lombardi, p. 1-143 (texte intégral).